# 贝梅特拉
贝梅特拉（Bemetra），是印度恰蒂斯加尔邦Durg县的一个城镇。总人口23227（2001年）。

## 人口
该地2001年总人口23227人，其中男性11806人，女性11421人；0—6岁人口3414人，其中男1737人，女1677人；识字率66.59%，其中男性为74.94%，女性为57.95%。